# Isabel Romero
Isabel Romero (27 de julho de 1996) é uma jogadora de rugby sevens colombiana.

## Carreira
Isabel Romero integrou o elenco da Seleção Colombiana Feminina de Rugbi de Sevens, na Rio 2016, que foi 12º colocada.